# جامع مولانا خالد النقشبندي
جامع مولانا خالد النقشبندي من مساجد العراق القديمة التاريخية والاثرية، ولقد شيده محمود باشا بابان بن عبد الرحمن باشا لأجل حضرة الشيخ خالد النقشبندي، في عام 1238 هـ/1822م.
ويقع الجامع في مركز السليمانية في شارع سرشقام، وتبلغ مساحته الكلية 2 دونم. ويحتوي على حرم واسع فيه مصلى يتسع لأكثر من 1500 مصل، وتعلو الحرم قبة خضراء مزينة بالكاشي الملون، وفيه منارة مئذنة عالية مكسوة أيضاً بالكاشي الملون، وحول الجامع مجموعة من المحلات وسوق تجاري.
وهو يعتبر ثاني أقدم المساجد في محافظة السليمانية، في منطقة كردستان العراق ومن ملحقاته مكتبة خاصة، وقاعة مخصصة للمناسبات الدينية ومجالس العزاء، وكان فيه مدرسة دينية تخرج منها الكثير من أهل السليمانية من العلماء والأدباء.